# ايمي دي جندت
ايمي دي جندت (بالفرنسية: Aimé De Gendt)‏ (و. 1994  م) هو راكب دراجة هوائية بلجيكي، ولد في الست، شارك في طواف فرنسا 2019.

## سجل الفوز

### سباقات أو مراحل فاز بها
| التاريخ        | السباق                                                                      | المركز                   |
| -------------- | --------------------------------------------------------------------------- | ------------------------ |
| 18 أبريل 2015  | لييج-باستون-لييج تحت سنة 2015                                               |                          |
| 01 مايو 2015   | سباق الطريق ضد الساعة للرجال تحت 23 سنة في بطولة بلجيكا لسباق الدراجات 2015 |                          |
| 31 يوليو 2016  | طواف الدنمارك 2016                                                          | الأول في تصنيف الجبال    |
| 19 فبراير 2017 | طواف عمان 2017                                                              | الفائز في تصنيف القتال   |
| 28 مايو 2017   | طواف ديف يغد 2017                                                           | التاسع في تصنيف أفضل شاب |
| 31 يوليو 2017  | سيركويتو دي جيتكسو 2017                                                     | الثامن في التصنيف العام  |
| 13 مايو 2018   | أربعة أيام من دونكيرك 2018                                                  | الخامس في تصنيف أفضل شاب |
| 03 يونيو 2018  | طواف لوكسمبورغ 2018                                                         | الثاني في تصنيف أفضل شاب |
| 17 يونيو 2018  | جي بي هورسنز 2018                                                           | الثامن في التصنيف العام  |
| 21 أغسطس 2018  | غروت بريجس ستاد زوتيجم 2018                                                 |                          |
| 15 سبتمبر 2018 | جي بي إيبانيس-فان بيتيجم 2018                                               | الرابع في التصنيف العام  |
| 08 سبتمبر 2019 | 2019 Antwerp Port Epic                                                      | الفائز في التصنيف العام  |

## روابط خارجية
- ايمي دي جندت على موقع الاتحاد الدولي للدراجات (الإنجليزية)
- ايمي دي جندت على موقع أرشيف الدراجات (الإنجليزية)
- ايمي دي جندت على موقع إحصائيات الدراجات الإحترافية (الإنجليزية)
- ايمي دي جندت على موقع نسبة الدراجات (الإنجليزية)